# Ботаническая (балка)
Ботаническая (также балка без названия) — маловодная балка в Раздольненском районе Крыма. Длина водотока — 6,0 км, площадь водосборного бассейна — 26,6 км².

## География
Балка эрозионного типа находится на слабоволнистой Бакальско-Чатырлыкской равнине. Судя по карте генерал-майора Мухина 1817 года, начало балки раньше просматривалось до окрестностей современного села Ковыльное. Далее она проходит в северном направлении, протекая через село Ботаническое, что, видимо, послужило причиной присвоения водотоку названия в некоторых документах. У балки 2 безымянных притока, длиной менее 5 километров, впадает в безымянную бухту Каркинитского залива Чёрного моря у Лебяжьих островов. В низовье балки в 1971—1987 годах сооружён пруд для сбросовых вод Северо-Крымского канала площадью 539 гектаров. Водоохранная зона балки установлена в 50 м.